# Mu Sochua
Mu Sochua (en khmer : មូរ សុខហួ), née le 15 mai 1954 à Phnom Penh, est une femme politique et militante des droits cambodgienne. Elle est députée de Battambang de 2013 à 2017, siège qu'elle occupait auparavant de 1998 à 2003. Elle est membre et vice-présidente du Parti du sauvetage national du Cambodge (CNRP) jusqu'à sa dissolution, et auparavant membre du Parti Sam Rainsy (SRP) avant sa fusion avec le Parti des droits de l'homme. En tant que membre du FUNCINPEC, elle est également ministre des Affaires des femmes et des anciens combattants (en) dans le gouvernement de coalition de Hun Sen de 1998 à 2004. Elle est actuellement l'une des 118 personnalités de l'opposition purgeant une interdiction de politique de cinq ans à la suite d'une décision de justice le 16 novembre 2017.

## Biographie

### Jeunesse
Mu Sochua est née à Phnom Penh d'un père sino khmer (nom chinois：莫子凯) et d'une mère sino khmère (nom chinois：沈珊) et reçoit sa première éducation au lycée français. En 1972, les parents de Sochua l'envoient à Paris pour poursuivre ses études. Un an plus tard, elle déménage à San Francisco pour y rejoindre son frère. Lorsque les Khmers rouges prennent le contrôle du Cambodge en 1975, ses parents disparaissent. Sochua reste en exil pendant les 18 années suivantes. Sochua qui est aux États-Unis obtient un baccalauréat ès arts en psychologie de l'université d'État de San Francisco en 1979 et une maîtrise en travail social (en) de l'université de Californie à Berkeley en 1981, avant de retourner au Cambodge pour aider à reconstruire une société brisée par guerre. Entre 1975 et 1981, elle est également présidente de la communauté cambodgienne de San Francisco. Elle rejoint la politique en 1995 en tant que militante des droits des femmes, citant alors la première dame des États-Unis, Hillary Clinton, comme son inspiration.

### Retour d'exil

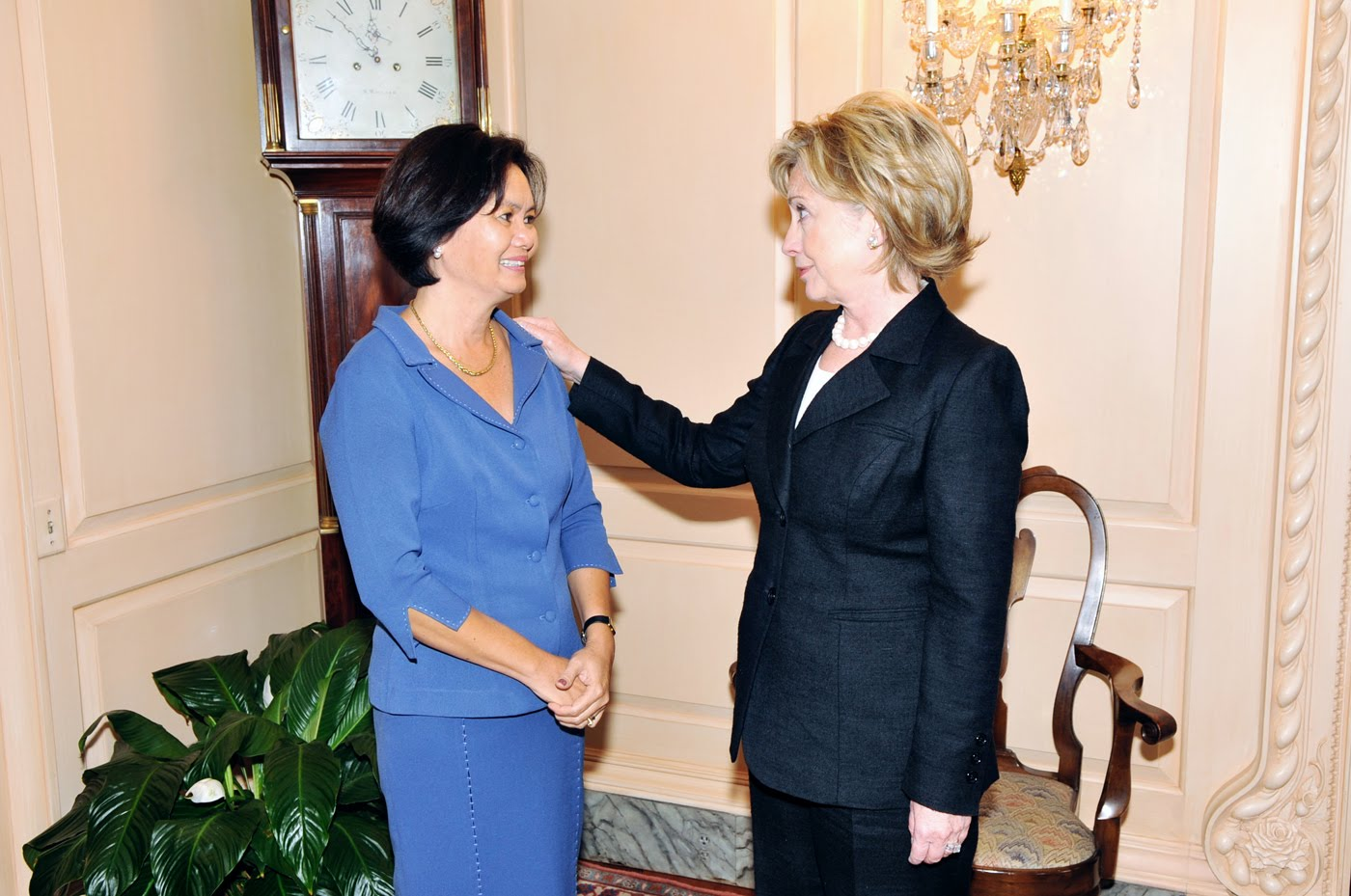
Mu Sochua avec la secrétaire d'État américaine Hillary Clinton à Washington, le 11 septembre 2009.

Sochua retourne au Cambodge en 1989 après 18 ans d'exil et travaille en tant que défenseur des droits de l'homme, œuvrant pour mettre fin à la traite des êtres humains, à la violence domestique et à l'exploitation des travailleurs. Sochua forme la première organisation de femmes, appelée Khemara (en khmer : ខេមរា) et rejoint le parti politique FUNCINPEC, remportant un siège à l'Assemblée nationale en représentant Battambang en 1998. Peu de temps après, on lui demande de prendre la direction du ministère de la Femme et des Anciens combattants, elle est alors l'une des deux seules femmes du cabinet.
En juillet 2004, elle démissionne de son poste de ministre, citant la corruption comme un obstacle majeur à son travail. Presque immédiatement, elle transfère son allégeance au parti Sam Rainsy, où elle est chef adjointe du comité de pilotage.

### Action en diffamation en avril 2009

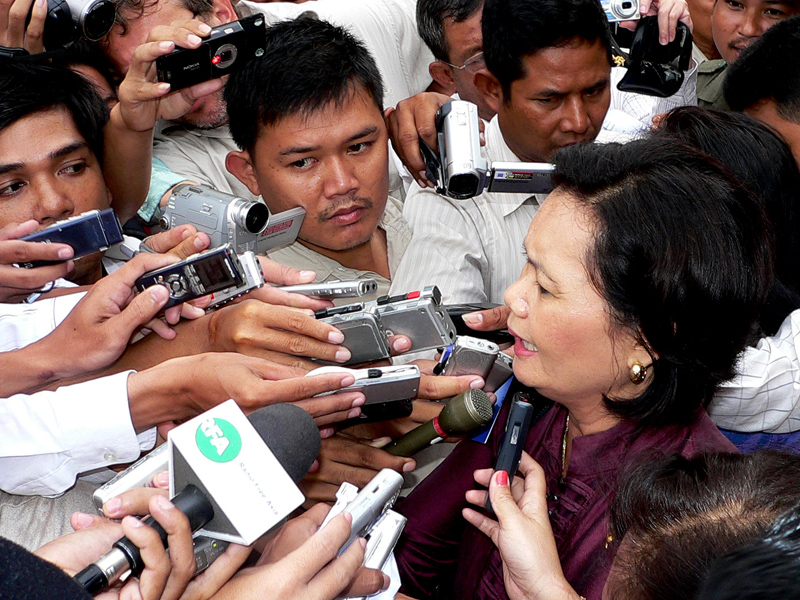
Mu Sochua après le verdict du tribunal le 4 août 2009.

Lors d'une conférence de presse tenue le 23 avril 2009, Mu Sochua annonce qu'elle va déposer une plainte pour diffamation contre le Premier ministre cambodgien Hun Sen auprès du tribunal municipal de Phnom Penh. Elle déclare: "Je n'ai rien contre Samdech le Premier ministre. En tant que membre du Parlement, je le respecte. Mais les propos de Samdech le Premier ministre en public portent atteinte à mon honneur et à ma dignité de femme khmère. Avec cette plainte, je ne veux que justice et l'honneur, en tant que femme khmère". Elle ajoute qu'elle ne réclame qu'une compensation de 500 riels (0,12 dollar) à titre symbolique, et des excuses publiques de la part du chef du gouvernement,.
À la suite de l'annonce de Sochua, le gouvernement doit déposer une contre-action pour diffamation grave contre le Premier ministre. Le ministère de la Justice doit demander au président du parlement de voter la levée de l'immunité parlementaire de Sochua. Avec seulement 25 pour cent des voix, le SRP serait alors impuissant à empêcher d'autres mesures contre elle, y compris l'emprisonnement. La lettre de Sochua appelant au soutien de la communauté internationale "Alors que je marche vers la prison" est diffusée sur internet.
À deux reprises, lorsque l'immunité parlementaire du chef du parti SRP, Sam Rainsy est levée, il fuit le Cambodge sous la menace de poursuites pénales et s'exile en France.

### Menaces en 2017
Depuis l'arrestation de Kem Sokha, le Premier ministre Hun Sen précise que "ce n'est pas encore fini" et prévient que la répression de la "rébellion" ne s'arrêtera pas avec Sokha. Le 3 octobre 2017, Mu Sochua fuit le pays après avoir été informée qu'elle allait être arrêtée.
Mu Sochua est arrêtée par les autorités malaisiennes de l'immigration le 7 novembre 2019, peu de temps avant un retour prévu au Cambodge.

### Vie personnelle
Mu Sochua se marie en 1984 avec l'américain Scott Leiper. Elle est mère de trois filles, dont la militante des droits des femmes, Devi Leiper O'Malley. Scott Leiper décède en 2016. Elle vit aux États-Unis pendant 18 ans et y fréquente l'université. Elle aurait également perdu sa capacité à parler le khmer formel, après avoir quitté son pays d'origine pendant près de deux décennies. Elle détient la double nationalité américaine.

## Récompenses et reconnaissance

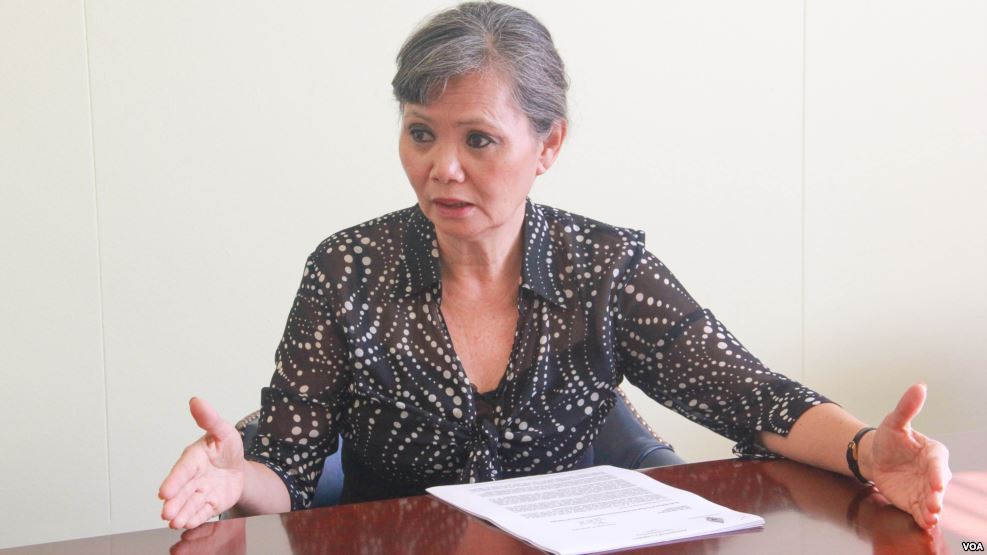
Mu Sochua en juin 2016

En 2005, elle reçoit le Leadership Award à Washington, de la fondation Vital Voices (en), cofondée par la sénatrice Hillary Clinton. En 2002, elle mobilise 12 000 candidates pour se présenter aux élections communales. Avec plus de 900 femmes gagnantes et elle promeut activement la place des femmes au niveau local. La même année, elle contribue à la création et à l'adoption du projet de loi sur la prévention de la violence domestique, qui impose des sanctions sévères en cas de viol conjugal et d'abus de mineurs. Son travail au Cambodge comprend également des campagnes avec des hommes pour mettre fin à la violence domestique et à la propagation du VIH/SIDA, œuvrer pour les droits des femmes entrepreneurs, travailler pour des lois du travail qui offrent des salaires équitables et des conditions de travail sûres pour les travailleuses, et travailler pour le développement des communautés de squatters avec des écoles, des centres de santé, des installations sanitaires et des emplois.
En 2005, Sochua est l'une des 1 000 femmes nommées pour le prix Nobel de la paix pour son travail contre le trafic sexuel des femmes au Cambodge et en Thaïlande. Toujours en 2005, elle reçoit le prix Vital Voices Human Rights Global Leadership Award pour ses efforts pour endiguer la vague de trafic d'êtres humains.
En 2006, elle reçoit le prix international Elise et Walter A. Haas de l'université de Californie à Berkeley pour ses services distingués au Cambodge, et un doctorat honorifique en droit de l'université de Guelph au Canada.
En 2009, elle reçoit le prix Eleanor Roosevelt du projet Eleanor Roosevelt de l'université George Washington pour son leadership en matière de droits de l'homme.
En 2010, elle est nommée par Global Exchange (en) comme lauréate du choix du public 2010 pour le "Human Rights Heroes Award".
En 2015, elle est honorée par l'université d'État de San Francisco, en tant qu'ancienne élève de l'année.